# Sonnentag
Ein Sonnentag ist in der Astronomie die Zeitspanne zwischen zwei aufeinanderfolgenden oberen Meridiandurchgängen der Sonne am gleichen Standort. Beim Meridiandurchgang ist dort genau Mittag. Die Sonne steht dann genau im Süden (wenn der Standort nördlich des Wendekreises liegt) und erreicht ungefähr ihren Tageshöchststand. 
Die Dauer dieses auf den tatsächlichen Sonnenstand bezogenen wahren Sonnentages variiert im Jahresverlauf um bis zu 30 Sekunden. Der über mehrere Jahre gemittelte Durchschnittswert ist der mittlere Sonnentag. Dessen Dauer, die per Konvention in 24 Stunden beziehungsweise 86.400 Sekunden unterteilt wird, bildet die Basis der mittleren Ortszeit (MOZ).

## Wahrer und mittlerer Sonnentag
Die Zeitspanne zwischen zwei aufeinander folgenden Meridiandurchgängen der Sonne ist unterschiedlich groß, weil sich die Erde aufgrund der elliptischen Form ihrer Bahn um die Sonne unterschiedlich schnell bewegt (zweites Keplergesetz) und weil zusätzlich die Erdachse aufgrund der Schiefe der Ekliptik ihre Orientierung relativ zur Sonne im Verlauf eines Jahres ändert.
Letzteres bedeutet, dass die scheinbare Jahresbahn der Sonne den Meridian wechselnd schräg schneidet und die Projektion des täglichen Bahnstücks auf den Himmelsäquator wechselnd groß ist. Die Zeit (im Mittel knapp 4 Minuten) für die kleine tägliche Zusatzdrehung der Erde über 360° hinaus wird von der Länge dieses projizierten Bahnstücks bestimmt. Wegen der elliptischen Bahnbewegung hat bereits das tägliche Bahnstück auf der scheinbaren Sonnenbahn wechselnde Länge. 
Der täglich sich ändernde Sonnentag ist der wahre Sonnentag, sein Jahresmittelwert ist der genau  24 Stunden lange mittlere Sonnentag, der von einer fiktiven mittleren Sonne repräsentiert wird. Die reale Sonne ist die „wahre Sonne“.
Die unterschiedlich langen wahren Sonnentage summieren sich so, dass die vom Menschen erdachte gleichmäßig vergehende mittlere Sonnenzeit gegenüber der wahren Sonnenzeit im Laufe eines Jahres um bis zu knapp 15 Minuten „vor-“ bzw. „nachgeht“. Die Größe der Abweichung wird quantitativ durch die Zeitgleichung angegeben.
Die längsten wahren Sonnentage fallen ungefähr auf die Sonnenwenden bzw. die kürzesten auf die Tagundnachtgleichen. Eine Faustregel besagt, dass der wahre Sonnentag zu den Sonnenwenden hin länger, zu den Tagundnachtgleichen hin aber kürzer wird:
| Datum         | Dauer                      | Anmerkungen                                      |
| ------------- | -------------------------- | ------------------------------------------------ |
| 11. Februar   | 24 Stunden                 |                                                  |
| 26. März      | 24 Stunden – 18,1 Sekunden | 6 Tage nach Frühlings-Tagundnachtgleiche (20.3.) |
| 14. Mai       | 24 Stunden                 |                                                  |
| 19. Juni      | 24 Stunden + 13,1 Sekunden | 2 Tage vor Sommer-Sonnenwende (21.06.)           |
| 26. Juli      | 24 Stunden                 |                                                  |
| 16. September | 24 Stunden – 21,3 Sekunden | 7 Tage vor Herbst-Tagundnachtgleiche (23.09.)    |
| 3. November   | 24 Stunden                 |                                                  |
| 22. Dezember  | 24 Stunden + 29,9 Sekunden | zur Winter-Sonnenwende (22.12.)                  |